# Zhaopingtaikuqu
Zhaopingtaikuqu (kinesiska: 昭平台库区, 昭平台库区乡) är en socken i Kina. Den ligger i provinsen Henan, i den centrala delen av landet, omkring 140 kilometer sydväst om provinshuvudstaden Zhengzhou. Antalet invånare är 26429. Befolkningen består av 12 678 kvinnor och 13 751 män. Barn under 15 år utgör 23,0 %, vuxna 15-64 år 68 %, och äldre över 65 år 8,0 %. Zhaopingtaikuqu ligger vid sjön Zhaopingtai Shuiku.
Genomsnittlig årsnederbörd är 834 millimeter. Den regnigaste månaden är september, med i genomsnitt 161 mm nederbörd, och den torraste är januari, med 4 mm nederbörd.